# Bad Bederkesa
Bad Bederkesa (niederdeutsch Beers, bis 1996 Bederkesa; Aussprache: Betonung auf der 3. Silbe, Bederkesa), Luftkurort und Moorheilbad, ist eine Ortschaft der Stadt Geestland im niedersächsischen Landkreis Cuxhaven.

## Geografie

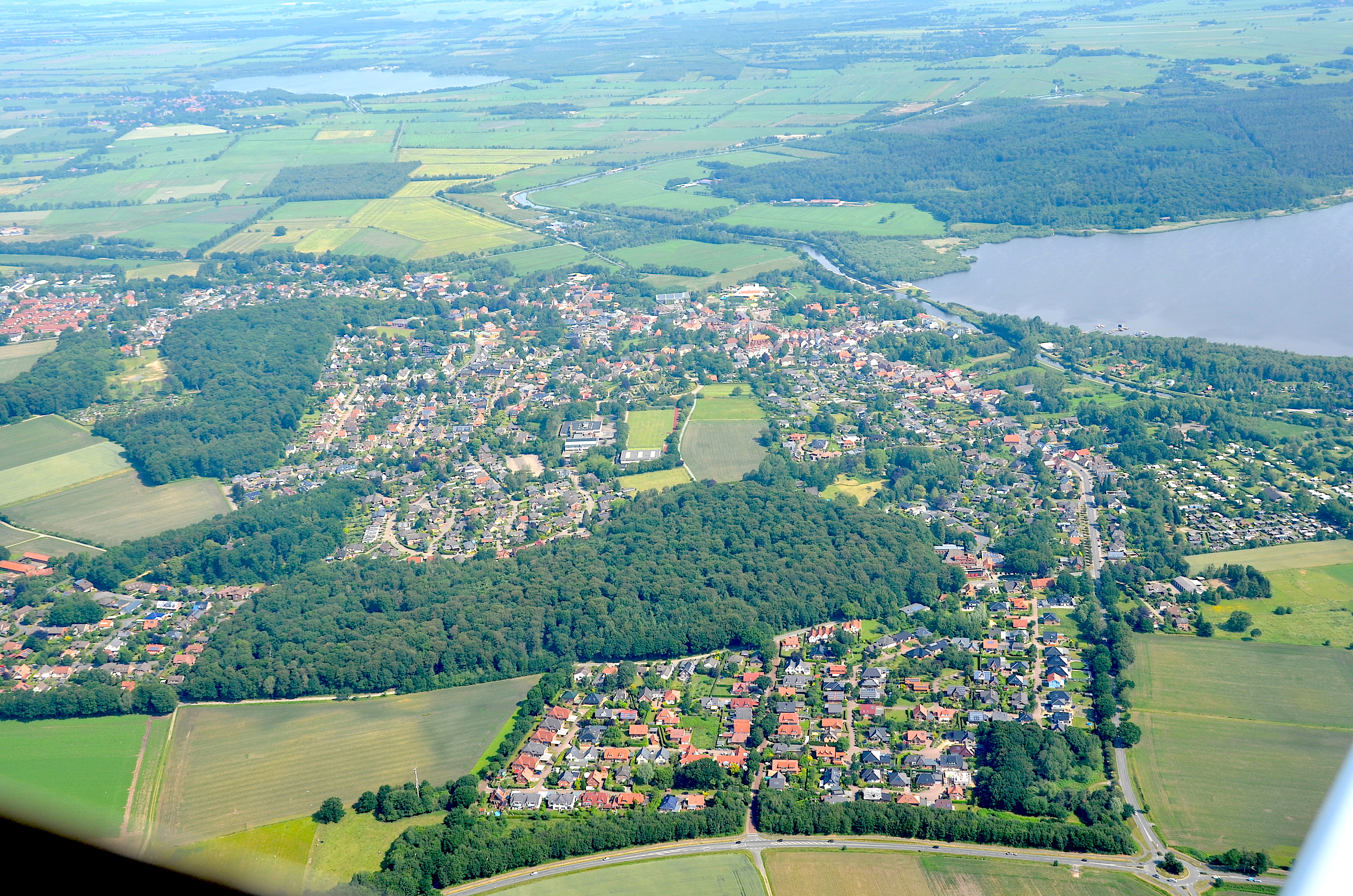
Bad Bederkesa und NSG Fleckenshölzer (2019)

### Lage
Bad Bederkesa liegt im nördlichen Elbe-Weser-Dreieck ca. 20 km östlich von Bremerhaven. Der Ort liegt am Bederkesaer See, am Hadelner Kanal und am Bederkesa-Geeste-Kanal. Mit der Geeste bilden die Kanäle den Elbe-Weser-Schifffahrtsweg.
Die Gehölze Begrabenholz, Brunnenholz, Holzurburg, Spitzackerholz, Zechholz prägen das Ortsgebiet.

### Ortsgliederung
- Ankelohe
- Bederkesa (Kernort)
- Fickmühlen

### Nachbarorte
| Flögeln              |                                             | Steinau (Samtgemeinde Land Hadeln) |
|                      | Kompassrose, die auf Nachbargemeinden zeigt |                                    |
| Drangstedt Kührstedt | Kührstedt – Ortsteil Alfstedt               | Lintig                             |

(Quelle:)

## Geschichte

### Name
Bederkesa liegt in der historischen Landschaft Wigmodi, die in Texten des 9. Jahrhunderts (Vita Sancti Willehadi, Miracula Sancti Willehadi und Chronik von Moissac) zumeist als Provinz, seltener als pagus (Gau) bezeichnet wird und sich von der Unterweser bis an die Unterelbe erstreckte. Vom späten 11. bis in das frühe 13. Jahrhundert wurde der Norden des Elbe-Weser-Dreiecks auch als Haduloha bezeichnet, abgeleitet von einem Ort (lat.: locus) auf der Hohen Lieth, wohl mit einem heute verlandeten Hafenplatz. Den von Heimatforschern des 19. und frühen 20. Jahrhunderts postulierten Gau Haduloha hat es nie gegeben.
Der Name Bederkesa – richtiger Bederichs-Ahe – geht in der Bedeutung auf einen Ritter Bederich zurück, der hier eine Ahe, einen Herrenwald besaß. Seine Nachfahren errichteten die Burg Bederkesa am südwestlichen Seeufer. Der Name blieb erhalten und ging später auf den Ort über.

### Herren von Bederkesa

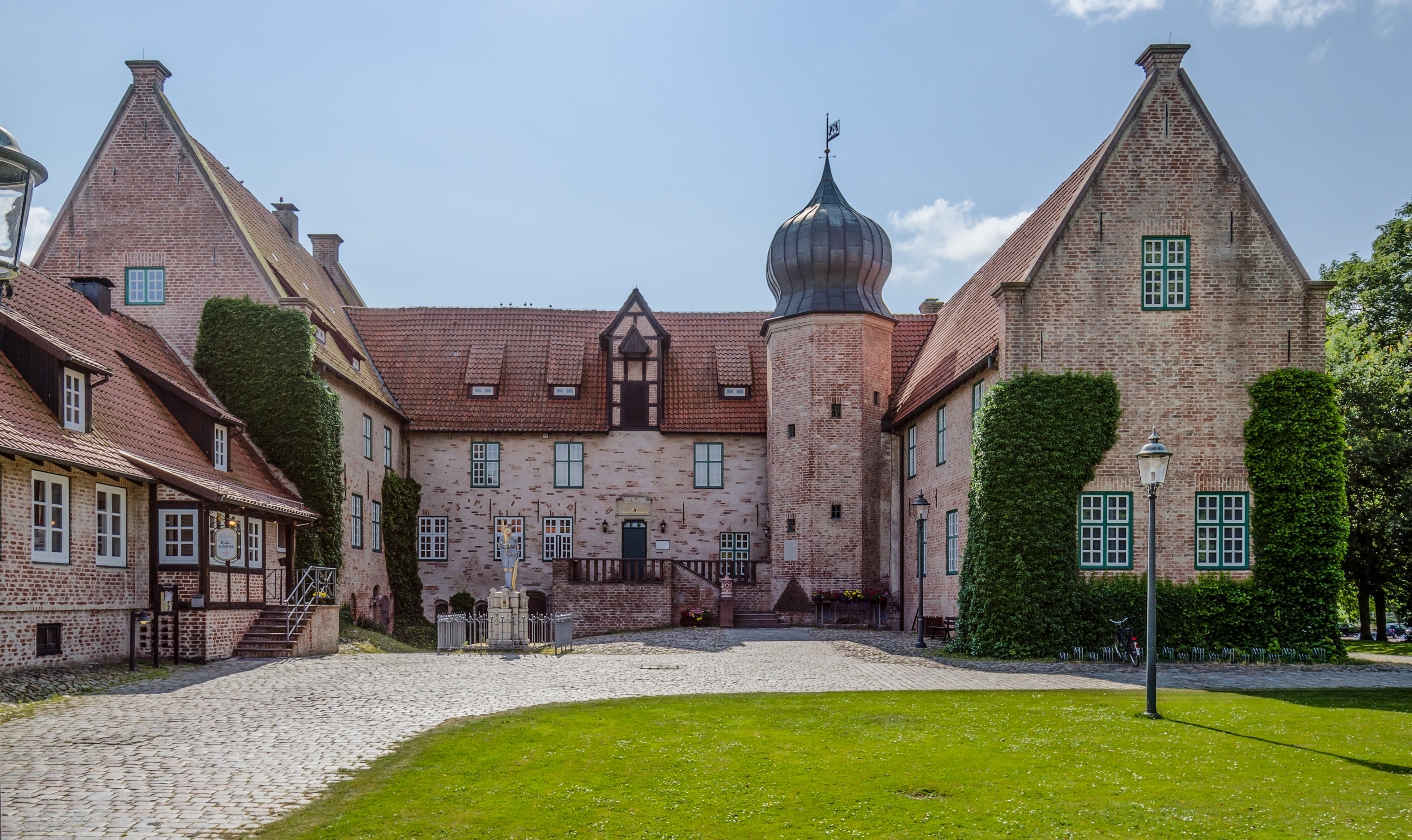
Innenhof der Burg Bederkesa

Bederkesa wird in frühen Urkunden meist in Verbindung mit dem Rittergeschlecht gleichen Namens genannt. Die Familie spaltete sich in zahlreiche Zweige, denen es unter Bestimmung eines gemeinsamen Seniors gelang, ihr Territorium lange Zeit gemeinsam zu regieren. Zeitweise wohnten neun verschiedene Familien, Zweige dieses Rittergeschlechts und ihre Knappen, gleichzeitig auf der Burg.
Die Herren von Bederkesa wurden schon um die Jahrtausendwende als Dienstmannen der Erzbischöfe von Hamburg-Bremen eingesetzt und erlangten im Hochmittelalter im Mündungsgebiet der Elbe und Weser besondere Bedeutung. Sie verfügten über reichen Grundbesitz und andere Einkünfte in der Börde Ringstedt. Vielleicht lag ihr Stammsitz am Nordufer des Bederkesaer Sees in Holzurburg, wo es noch heute einen mit Wällen und Gräben umsäumten, geräumigen Platz gibt, dessen eigentlichen Namen und ursprüngliche Bedeutung man nicht kennt.
Ihre erste Erwähnung finden die Herren von Bederkesa in einer erzbischöflichen Urkunde. 1159 erschien Marcward de Bederkesa als Zeuge unter einer von Erzbischof Hartwig I. von Stade (1148–1168) ausgestellten Urkunde. Fünf Herren von Bederkesa gehörten im 13. Jahrhundert zu den Domherren des Bremer Doms, beispielsweise war Erich von Bederkesa Archidiakon von Rüstringen oder Rudolf von Bederkesa war Dekan des bremischen Domkapitels.
1295 gründeten die Herren von Bederkesa die dortige St.-Jakobi-Kirche und statteten sie mit reichen Einkünften aus. Fortan galt Bederkesa als Tochtergründung der Mutterkirche in Ringstedt, zu deren Parochie sie vorher gehörte. Ein Knappe, Gevehard von Bederkesa, schenkte der Kirche damals aus Verehrung eine Roggenernte im nahen Flögeln. Der Flecken Bederkesa hat im Anschluss an die stattliche Burg und die Pfarrkirche bereits im Mittelalter eine größere Straßensiedlung gebildet, stellte also von der Anlage her eine andere Siedlungsform dar als die vielen Haufendörfer der Geest. Insofern spiegelt die Bezeichnung Flecken den stadtähnlichen Charakter des Ortes wider, in dem schon recht früh neben der Landwirtschaft fast jedes Handwerk vertreten war. Bereits 1339 wurde in einer Urkunde ein Markt zu Bederkesa genannt.

### 16./17. Jahrhundert

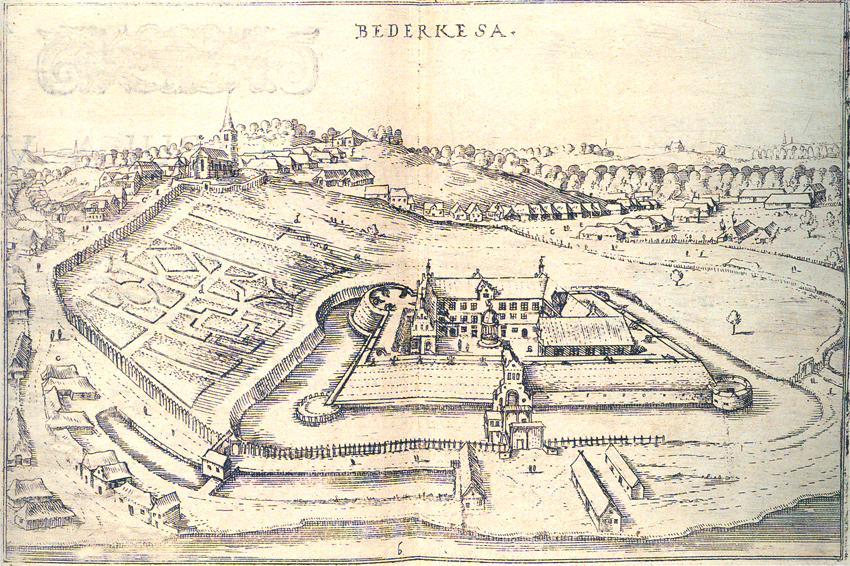
Bederkesa in der Urbis Bremae Typus et Chronicon (1603)

Umfang des Amtes Bederkesa 1603

Nach dem Ende der Familie von Bederkesa hatten verschiedene Mächte Interesse an dem Gebiet von Bederkesa. Zeitweise wurde es vom Herzogtum Sachsen-Lauenburg und der Stadt Bremen gemeinsam regiert, schließlich aber allein von der Hansestadt.
Ort und Amt Bederkesa blühten im 16. Jahrhundert wirtschaftlich auf. Bremen gewährte den Bürgern mancherlei Rechte: Sie durften Bier brauen und Schnaps brennen und im ganzen Amt und in anderen Gebieten verkaufen. Handel und Gewerbe nahmen einen besonderen Aufschwung. Es durfte Markt abgehalten werden und jedes Handwerk konnte im Ort ansässig sein. Der Rat der Stadt Bremen setzte in den sechs Kirchengemeinden des Amtes Bederkesa reformierte Prediger ein und sorgte durch die Visitationen von Ratspersonen, dass nur das reformierte Bekenntnis in Ringstedt, Bederkesa, Flögeln, Debstedt, Holßel und Lehe gültig war. Auf den Altären dieser Orte wurden Schrifttafeln anstatt von Bildwerken eingesetzt. Nur Elmlohe blieb lutherisch.
Bis zum Ende des 16. Jahrhunderts setzte der Rat der Stadt Bremen bremische Bürger gegen eine Pachtsumme als Amtmänner in Bederkesa ein. Danach übernahm die Stadt die Herrschaft in eigener Regie. Als Zeichen der Gerichtshoheit ließ Bremen 1602 den Roland im Burghof errichten. Die Wappenschilde der den Roland begleitenden Figuren erinnern an Bremer Ratsfamilien, die hier als Amtleute tätig waren. Der liegende Schlüssel im Wappen von Bederkesa erinnert an die Zeit der bremischen Herrschaft im Amte.
Es gelang Bremen im Dreißigjährigen Krieg, Flecken und Amt Bederkesa mehr als andere Gebiete im Erzbistum Bremen vor Plünderungen und Brandschatzungen zu bewahren.
Im Westfälischen Frieden von 1648 wurde das bisherige Erzbistum Bremen der Krone Schwedens zugesprochen. Bremen jedoch verweigerte die Abtretung seiner Landesgebiete. Im Ersten Bremisch-Schwedischen Krieg holte sich die Großmacht Schweden 1654 mit Gewalt, was sie als ihr Eigentum betrachtete. Darunter war auch das Amt Bederkesa. Das schwedische Königreich beabsichtigte nun auch, die bisher reformierten Kirchen im Amte lutherisch zu machen. Dies gelang nur zum Teil, denn die Gemeinden leisteten Widerstand gegen das aufgezwungene Luthertum. Das reformierte Bekenntnis blieb in Holßel, Lehe und Ringstedt bis heute erhalten. Das Amt Bederkesa kam 1661 mit seinen Einkünften gegen eine Summe von 40.000 Reichstalern in den Pfandbesitz des schwedischen Feldmarschalls Graf Hans Christoph von Königsmarck. Die Burg war in den nachfolgenden Jahren Wohnsitz von Königsmarcks Frau und seinen Enkelinnen, zu denen auch die berühmte Aurora zählte.

### Vom 18. Jahrhundert bis heute

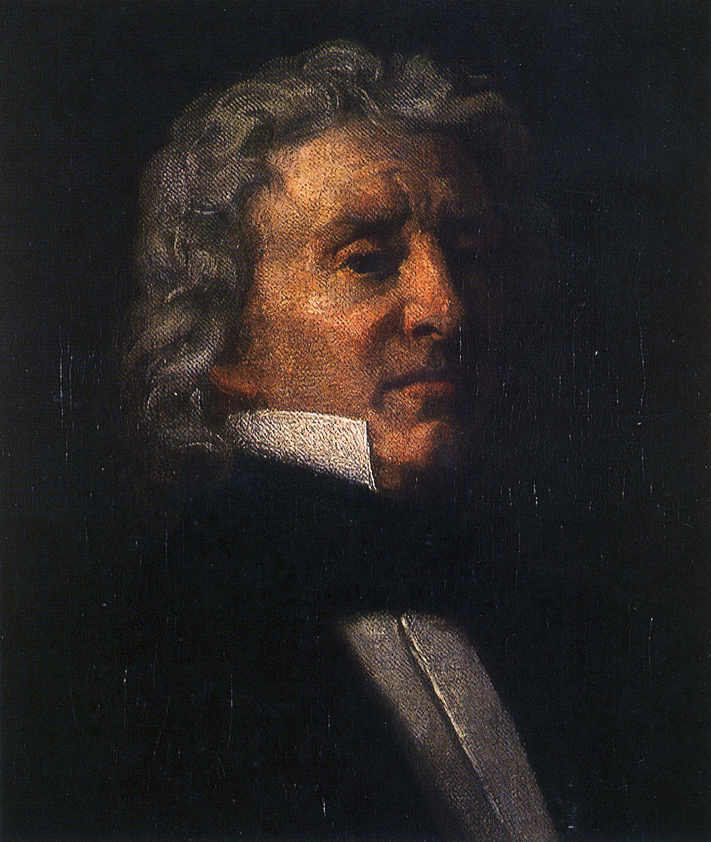
Hauptmann Böse

Zu Beginn des 18. Jahrhunderts verlor Schweden unter Karl XII. im Nordischen Krieg seine europäische Großmachtstellung. Das Kurfürstentum Hannover erwarb 1720 für eine Summe von 1.090.000 Reichstalern die Herzogtümer Bremen und Verden von Schweden. Erst nach langen Verhandlungen wurden 1735 auch die Rechte der Familie von Königsmarck am Amte Bederkesa gegen Erstattung der Pfandsumme von Kurhannover eingelöst. Die Einwohnerzahlen wiesen in der ungefähr 150 Jahre dauernden hannoverschen Epoche nur geringfügige Schwankungen auf und bewegten sich zwischen 1000 und 1300 Personen.
1852 wurde das Amtsgericht Bederkesa gebildet, aber bereits 1859 wieder aufgelöst. Eine markante Persönlichkeit war Hauptmann Heinrich Böse, der Sohn eines Bremer Zuckerfabrikanten. Er hatte mit einer eigenen Einheit gegen Napoléon Bonaparte gekämpft und nahm danach im Brunnenholz seinen Wohnsitz. Er wurde Wohltäter für den Ort und das Sietland, das unter dem Meeresspiegel lag und dessen Bewohner stetige Überflutungen zu erleiden hatten. Durch seine Initiative wurde der Hadelner Kanal gebaut. 1834 gründete er die Schützengilde der Elbe und Weser – später dann Schützenverein Bederkesa. 1876 erhielt Bederkesa ein königliches Lehrerseminar am Brunnenholz und 1896 eine Eisenbahnverbindung nach Bremerhaven.
Die kleine Fachwerkkirche in der Ortsmitte war im Laufe der Zeit für die wachsende Einwohnerzahl zu klein geworden. Sie wurde abgerissen und an ihrer Stelle trat 1861 die neugotische Kirche. Sie wurde durch den Bremer Architekten Simon Loschen erbaut, der auch die Bürgermeister-Smidt-Gedächtniskirche in Bremerhaven errichten ließ.
Nachdem das Königreich Hannover 1866 preußische Provinz geworden war, verlegte man den Amtssitz nach Lehe.
Das Lehrerseminar wurde 1927 zum heute noch existenten Niedersächsischen Internatsgymnasium. Bederkesa entwickelte sich zum Luftkurort und Moorheilbad und trägt seit dem 1. Oktober 1996 die Bezeichnung Bad.

### Eingemeindungen
Am 1. Januar 1970 wurde die zuvor selbständige Gemeinde Ankelohe in die Gemeinde Bederkesa eingemeindet. Die Samtgemeinde Bederkesa entstand 1971 und umfasste mit Bederkesa acht Gemeinden. Im Zuge der Gebietsreform in Niedersachsen, die am 1. März 1974 stattfand, wurde die Nachbargemeinde Fickmühlen eingegliedert.
Zum 1. Januar 2015 bildete Bad Bederkesa mit den übrigen Gemeinden der Samtgemeinde Bederkesa und der Stadt Langen die neue Stadt Geestland.

### Einwohnerentwicklung
| Jahr | Einwohner | Quelle       |
| ---- | --------- | ------------ |
| 1885 | 1366      | [ 9 ]        |
| 1910 | 1672      | [ 10 ]       |
| 1925 | 1631      | [ 9 ]        |
| 1933 | 1739      | [ 9 ]        |
| 1939 | 1898      | [ 9 ]        |
| 1950 | 3291      | [ 11 ]       |
| 1956 | 3104      | [ 11 ]       |
| 1961 | 02899 ¹   | [ 7 ] [ 12 ] |
| 1970 | 03603 ²   | [ 7 ] [ 13 ] |
| 1973 | 3777      | [ 14 ]       |

| Jahr | Einwohner | Quelle |
| ---- | --------- | ------ |
| 1975 | 3978 ³    | [ 15 ] |
| 1980 | 4012 ³    | [ 16 ] |
| 1985 | 4013 ³    | [ 16 ] |
| 1990 | 4320 ³    | [ 16 ] |
| 1995 | 4870 ³    | [ 16 ] |
| 2000 | 5215 ³    | [ 16 ] |
| 2005 | 5072 ³    | [ 16 ] |
| 2010 | 4993 ³    | [ 16 ] |
| 2014 | 5259 ³    | [ 1 ]  |
| 2017 | 57330     | [ 2 ]  |

Einwohnerentwicklung von Bad Bederkesa von 1885 bis 2017

¹ Volkszählungsergebnis vom 6. Juni

² Volkszählungsergebnis vom 27. Mai

³ jeweils zum 31. Dezember

## Politik

### Ortsrat
Der Ortsrat von Bad Bederkesa setzt sich aus neun Ratsmitgliedern plus drei beratenden Mitgliedern (zwei von den Grünen und eines von der FDP) zusammen.
- CDU: 5 Sitze
- SPD: 1 Sitz
- Grüne: 2 Sitze
- AfD Niedersachsen: 1 Sitz

(Stand: Kommunalwahl am 12. September 2021)

### Ortsbürgermeister
Der Ortsbürgermeister von Bad Bederkesa ist Thomas Kuberski (CDU). Sein Stellvertreter ist Jörg Schröder (CDU).

### Wappen

#### Ortswappen
Der Entwurf des Kommunalwappens von Bad Bederkesa stammt von dem Heraldiker und Wappenmaler Gustav Völker, der zahlreiche Wappen im Landkreis Cuxhaven erschaffen hat.
| Wappen von Bad Bederkesa | Blasonierung: „In Rot über wachsendem, goldenen Löwen ein liegender, rechtsgewendeter silberner Schlüssel.“                                                                                                |
| Wappen von Bad Bederkesa | Wappenbegründung: Das Wappen erinnert an das Siegel des ehemaligen Amtes Bederkesa. Der Schlüssel ist dem Wappen der Stadt Bremen entlehnt, der das Amtsgebiet – zum Teil seit 1381 – bis 1654 gehört hat. |

#### Wappen der Ortsteile

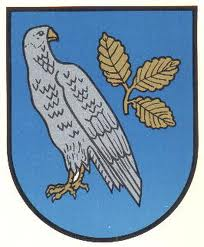
Ankelohe (Details)
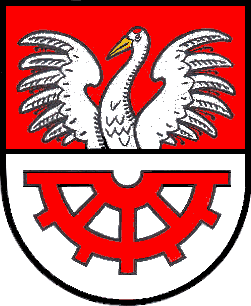
Fickmühlen (Details)

## Kultur und Sehenswürdigkeiten

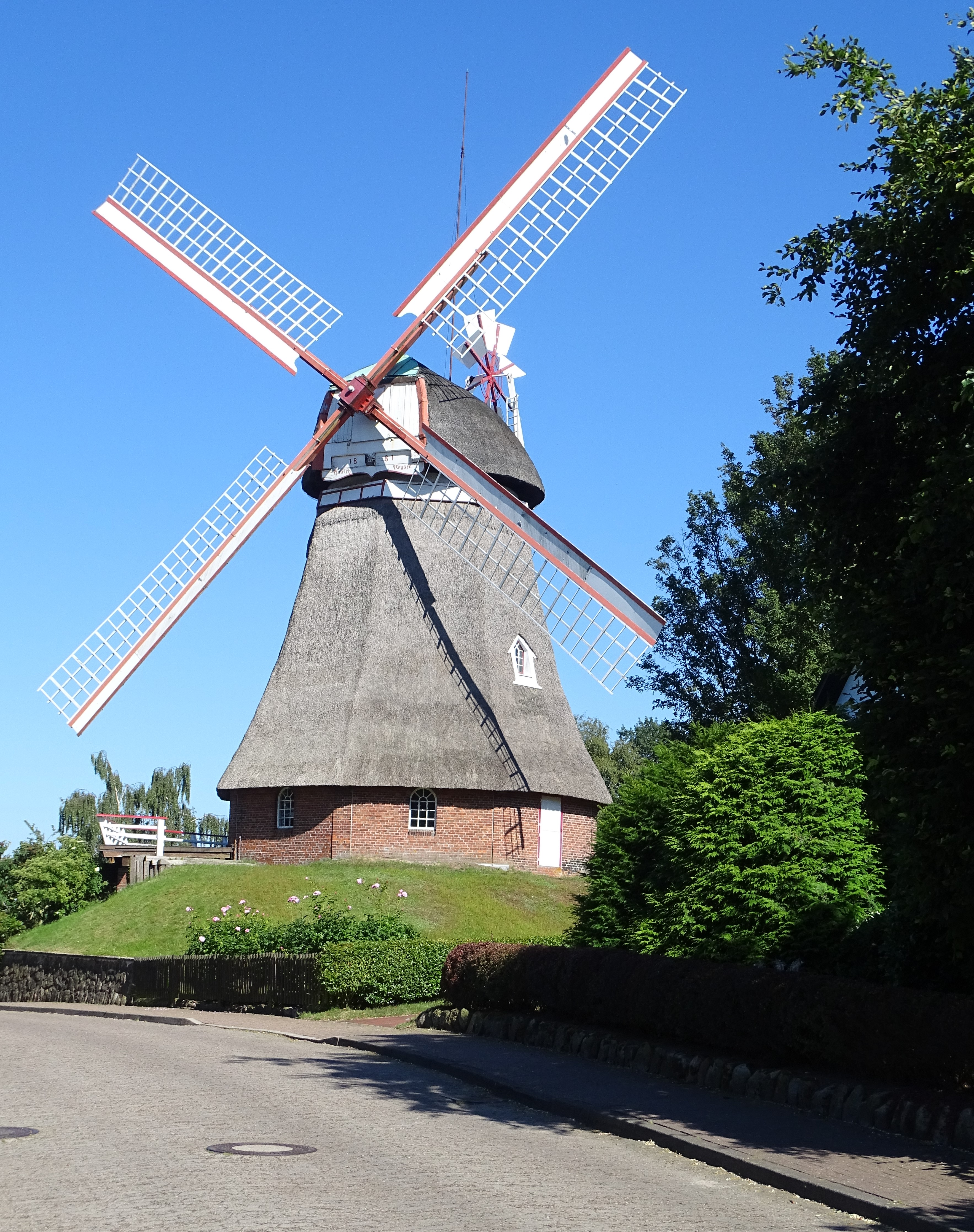
Windmühle Bederkesa

### Bauwerke
- Burg Bederkesa am Rand des Kernortes; vom See durch die Wasserverbindung von der Geeste zum Hadelner Kanal getrennt
- Windmühle Bederkesa von 1881
- Steinbackofen neben der Windmühle
- Altes Amtshaus von 1740 mit Amtsscheune

- Bahnhof Bederkesa
- Wohnhaus Seebeckstraße 18
- Villa Homburg von 1875/79, Gröpelinger Straße 45
- Ehem. Schulgebäude Bergstraße 4 von 1851, heute ev. Kirchenkreisjugenddienst
- Ehem. Försterei Holzurburg von um 1832, Holzurburger Straße 19
- Scheune am Brink 2 von 1730 (im Ortsteil Ankelohe)
- Großsteingräber bei Ankelohe (wurden im 19. Jahrhundert zerstört)
- Großsteingräber bei Bederkesa (sie wurden im 19. oder frühen 20. Jahrhundert zerstört)
- Niedersächsisches Internatsgymnasium Bad Bederkesa
- Rittergut Valenbrook (im Ortsteil Fickmühlen)
- Gut Ankelohe von 1873
- Jüdischer Friedhof Bederkesa von 1754

Kirchen

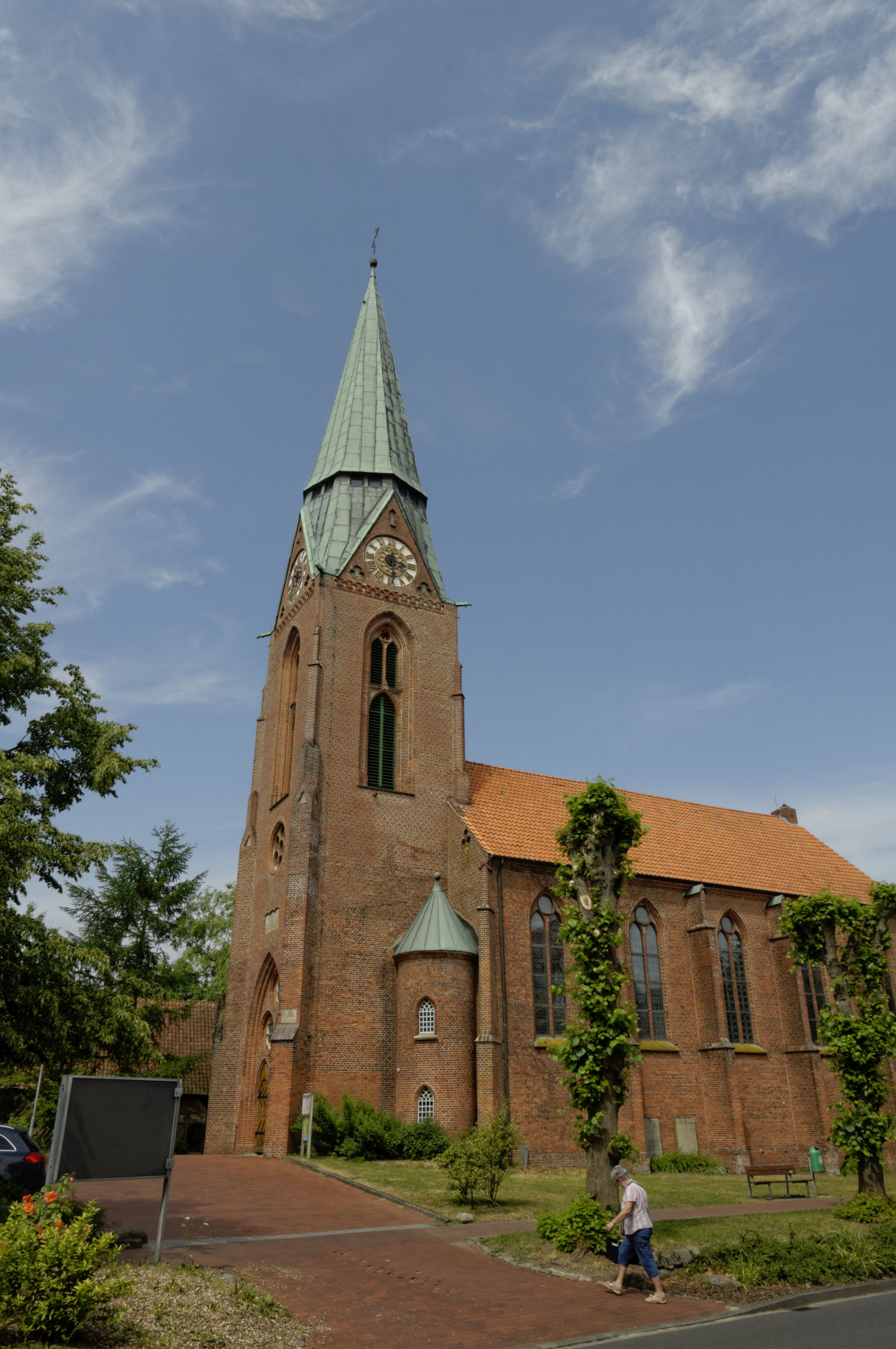
St.-Jacobi-Kirche

- Bad Bederkesa ist Sitz der Superintendentur des Kirchenkreises Wesermünde der evangelisch-lutherischen Landeskirche Hannovers. Zuvor war es bereits Sitz des Kirchenkreises Wesermünde-Nord, der zum 1. Januar 2013 mit dem Kirchenkreis Wesermünde-Süd vereinigt wurde[20]
- Die evangelisch-lutherische neogotische St.-Jacobi-Kirche stammt von 1861; die erste Kirche wurde 1295 erstmals erwähnt.
- Die römisch-katholische St.-Benedikt-Kapelle in Bad Bederkesa, Berghorn 5, gehört zur Pfarrei Hl.-Herz-Jesu in Bremerhaven-Lehe mit der Herz-Jesu-Kirche
- Die Neuapostolische Kirchengemeinde hält Gottesdienst im Musiksaal der Grundschule Bad Bederkesa

### Denkmäler
- Rolandstatue vor der Burg Bederkesa
- An der äußeren Kirchenmauer der St.-Jacobi-Kirche befindet sich ein Kriegerdenkmal für die Gefallenen und Vermissten aus dem Ersten Weltkrieg.[21][22]
- Im Kircheninneren der St.-Jacobi-Kirche befindet sich eine Gedenktafel für die Gefallenen und Vermissten aus dem Zweiten Weltkrieg.[23]
- Im Holzurburger Wald steht ein hölzernes Fliegerkreuz – an dieser Stelle stürzte in der Nacht zum 6. April 1940 eine Junkers Ju 88 mit vier jungen Soldaten aus ungeklärter Ursache ab[24]
- Im Ortsteil Ankelohe befindet sich ein Kriegerdenkmal der Gefallenen und Vermissten des Ersten und Zweiten Weltkrieges neben dem Friedhof an der Kreuzung Falkenburger Weg/Bogenstraße

### Natur
- Bederkesaer See
- Kurpark Bederkesa
- Hadelner Kanal/Bederkesa-Geeste Kanal
- Fleckenshölzer
- Wallanlage Holzurburg nördlich des Sees im gleichnamigen Wald und Naturschutzgebiet
- Naturdenkmale: eine Buche, drei Eichen
- Findling im Ortsteil Ankelohe

### Museen
- Museum Burg Bederkesa in der Wasserburg: Museum für Archäologie und Kulturgeschichte im Landkreis Cuxhaven. Das Museum wurde 1982 eingerichtet und zeigt reichhaltige Funde aus dem Landkreis Cuxhaven vom 4. Jahrtausend bis zur Neuzeit. Besonders eindrucksvoll sind die außerordentlich gut erhaltenen Holzfunde aus den Wurtensiedlungen des 1. bis 5. Jahrhunderts
- Museumseisenbahn: Historische Bahnlinie von Bederkesa nach Bremerhaven. Die jahrzehntelang nicht für den Personenverkehr genutzte Nebenbahnstrecke wird seit 2000 als Museumseisenbahn im Stil der 1950er Jahre betrieben[25]
- Museum des Handwerks: Das Museum wurde im Sommer 1998 eröffnet. Die Trägerschaft übernahm die 14 Innungen mit 22 Handwerksberufen umfassende Kreishandwerkerschaft Bremerhaven Wesermünde. Das Museum bietet einen Einblick in die verschiedenen Handwerksberufe und deren Geschichte, so sind unter anderem Gegenstände der Zimmermänner, Seilmacher, Schriftsetzer und Drucker, Fischer, Satzer, Uhrmacher und vieles mehr zu sehen. An angekündigten Aktionstagen werden die verschiedenen Berufe vorgeführt
- Windmühle Bederkesa
- Heimatmuseum „Jan Christopher Hus“ in Flögeln: historische, handwerkliche und kulturelle Gerätschaften des Lebens in der Vergangenheit

### Veranstaltungen
- Nig Rock Festival seit 1994 jährlich an zwei Wochenendtagen vor den Sommerferien auf dem Mädchenheimrasen des NIG Bad Bederkesa[26]
- Seefest bis zur Corona-Pandemie jährlich an dritten Augustwochenende mit Höhenfeuerwerk, Fackelschwimmen, geschmückte Boote und Livemusik. Es findet  als Ersatz seit 2023 ein kleineres Sommerfest im Kurpark statt.
- Herbstmarkt seit 1827 bis zur Pandemie; es wurde von privaten Akteuren versucht einen neuen Herbstmarkt zu etablieren
- Verkaufsoffene Sonntage regelmäßig zum 1. Sonntag im Monat
- Kino in der Amtsscheune, Amtsschunenkaffee in den Sommermonaten und an der Mühle öffentliches Butterkuchenbacken
- Öffentliche Beobachtungsabende in der Sternwarte auf dem Dach vom Forum des Nig durch den Verein AEW 2000

## Wirtschaft, Verkehr, Infrastruktur

### Wirtschaft
Der Fremdenverkehr hat im Ort größere Bedeutung mit dem Camping-Park Bederkesa mit über 500 Stellplätzen. Jährlich werden vom Beerster Gewerbeverein eine Sonnenblumenkönigin und eine Sonnenblumen-Prinzessin ernannt, die auf Tourismusmessen, in Fernsehshows und auf Volksfesten auftritt. Ein Handels- und Gewerbepark wurde erschlossen. Die Cuxland Ferienparks GmbH bietet Ferienhäuser zum Kauf und zur Vermietung an.
Jeden Freitag, außer an Feiertagen findet auf dem Parkplatz hinter der Burg ein Wochenmarkt statt.

### Verkehr

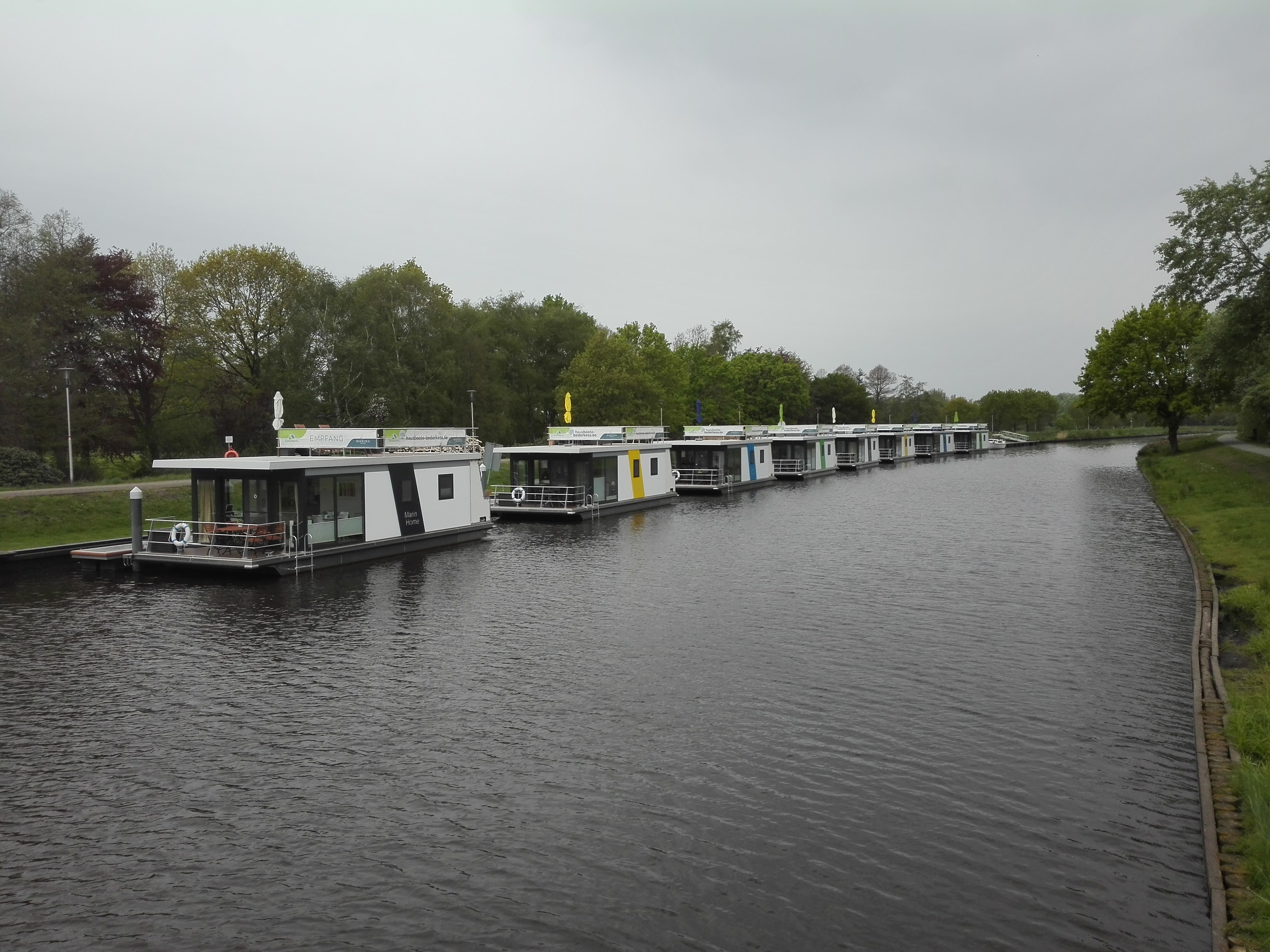
Marina mit Hausbooten am Bederkesa-Geeste-Kanal

Die Landesstraße L 120 führt nach Drangstedt und Bremerhaven sowie zur Bundesautobahn 27 (Cuxhaven–Bremen), die L 119 nach Neuenwalde und Cuxhaven, die L 117 nach Otterndorf und die L 128 nach Ringstedt und Beverstedt.
Die Bahnstrecke Bremerhaven–Bederkesa wird nur noch von einer Museumsbahn genutzt. Die Niedersächsische Landesregierung prüft seit 2023 die Reaktivierung mehrerer Bahnstrecken im Land, darunter auch die Strecke Bremerhaven–Bederkesa. Im März 2025 wurde bekanntgegeben, dass die Strecke in Phase 3 übernommen wird und von allen insgesamt 6 verbliebenen Stecken die wirtschaftlich sinnvollste ist.
Es gibt Busverbindungen nach Bremerhaven-Lehe (Linie 525) und Schiffdorf (Linie 529). Der Ort ist über ein regelmäßig verkehrendes Anruf-Sammel-Taxi (AST) an den öffentlichen Personennahverkehr angebunden.
Anfang 1950 gab es Busverbindungen von Bederkesa nach Geestenseth und Großenhain; betrieben durch die Verkehrsgesellschaft Bremerhaven AG.
Der Hadelner Kanal bzw. der Bederkesa-Geeste-Kanal als Bestandteil des Elbe-Weser-Schifffahrtsweges verbinden Bederkesa mit Bremerhaven bzw. Otterndorf, haben jedoch heute aufgrund der geringen Schleusenabmessungen nur noch Bedeutung für die Sportschifffahrt.

### Öffentliche Einrichtungen
- Rathaus, Am Markt 8

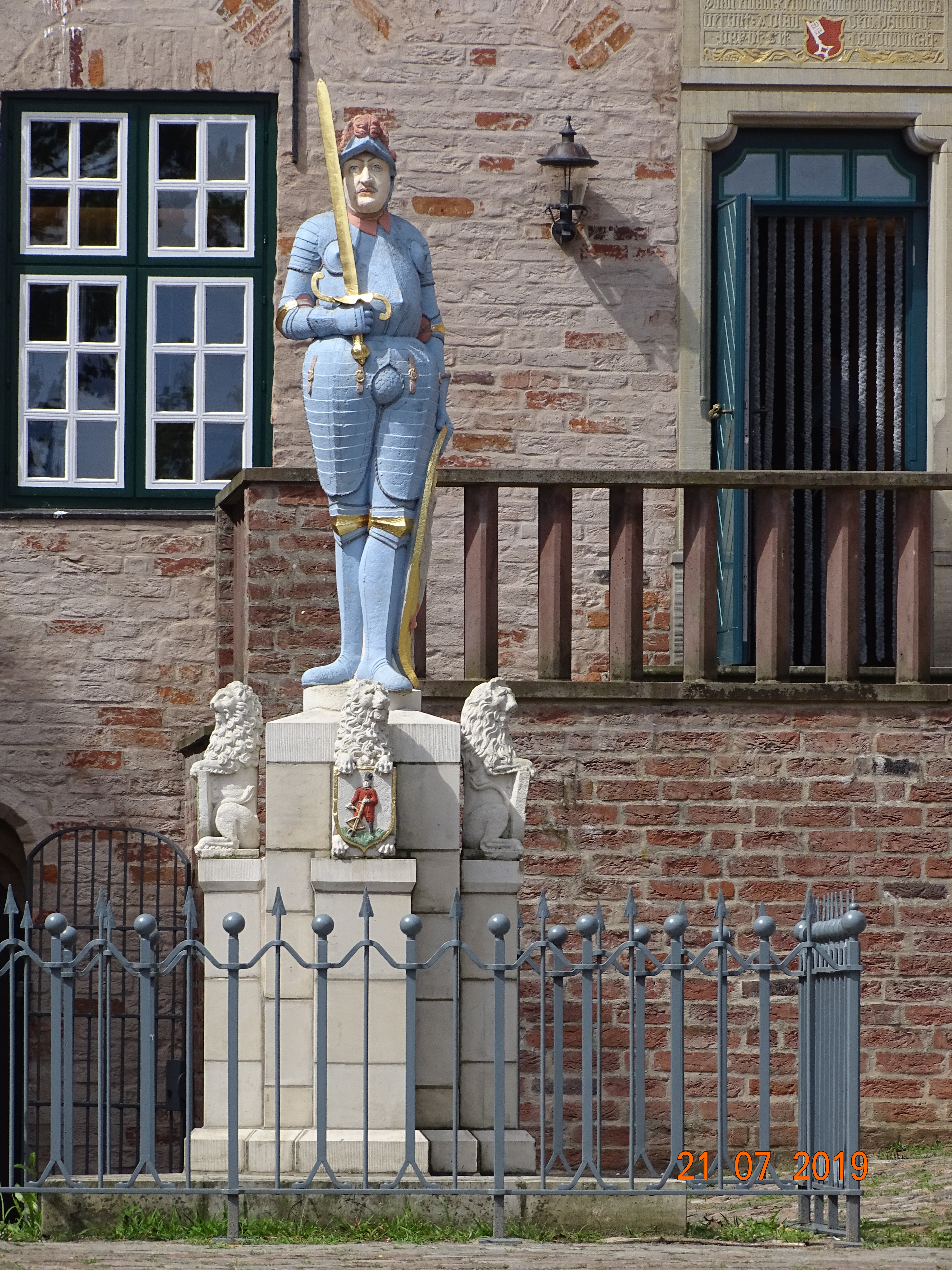
Roland vor der Burg

- Moor-Therme (Sport-, Erlebnis- und Wellnessbad mit Saunalandschaft), eröffnete am 4. April 2004

### Bildung
- Grundschule Bederkesa, Seminarstr. 9
- Schulzentrum An der Mühle, Mühlenweg,  Oberschule
- Niedersächsische Internatsgymnasium (NIG), Seminarstr. 8
- Schule Am Wiesendamm 1, eine Förderschule mit dem Schwerpunkt Geistige Entwicklung
- Evangelische Bildungszentrum, Alter Postweg 2

### Vereine
- Angelsportverein Bederkesa
- Freiwillige Feuerwehr Bad Bederkesa, Holzurburgerstr. 15, mit Stützpunktfeuerwehr in Köhlen
- Freiwillige Feuerwehr Ankelohe
- Freiwillige Feuerwehr Fickmühlen
- Schützenverein Bederkesa von 1834
- Schützenverein Ankelohe
- Schützenverein Fickmühlen
- Turn- und Sportverein Bederkesa von 1896
- Verschönerungsverein Bederkesa von 1896
- Wassersportverein Bederkesa
- Reitverein Frei Weg Bederkesa-Meckelstedt
- Astronomische Vereinigung Elbe-Weser 2000
- Förderverein altes Gemeindehaus „OurHouse“ der Ev. Jugend
- Verein der Ehemaligen, Freunde und Förderer des Niedersächsischen Internatsgymnasiums Bad Bederkesa
- Orgel- und Kulturverein Beers
- Alte-Post-Bühne
- DLRG-Ortsgruppe Samtgemeinde Bederkesa
- TV Gut Heil Ankelohe
- Die Schleuse
- Gewerbeverein Bederkesa
- Beerster Geschichtsrunde

## Sonstiges
1999 schaffte Bad Bederkesa einen Eintrag in das Guinness-Buch der Rekorde. Der Gewerbeverein in Zusammenarbeit mit dem Verschönerungsverein verteilte Sonnenblumensamen an die Einwohner mit der Bitte, diese einzupflanzen. Viele folgten der Bitte und weitläufige öffentliche Grünflächen wurden mit Sonnenblumen bepflanzt. Bad Bederkesa bekam den Eintrag für 600.000 Sonnenblumen im Ort.

## Persönlichkeiten

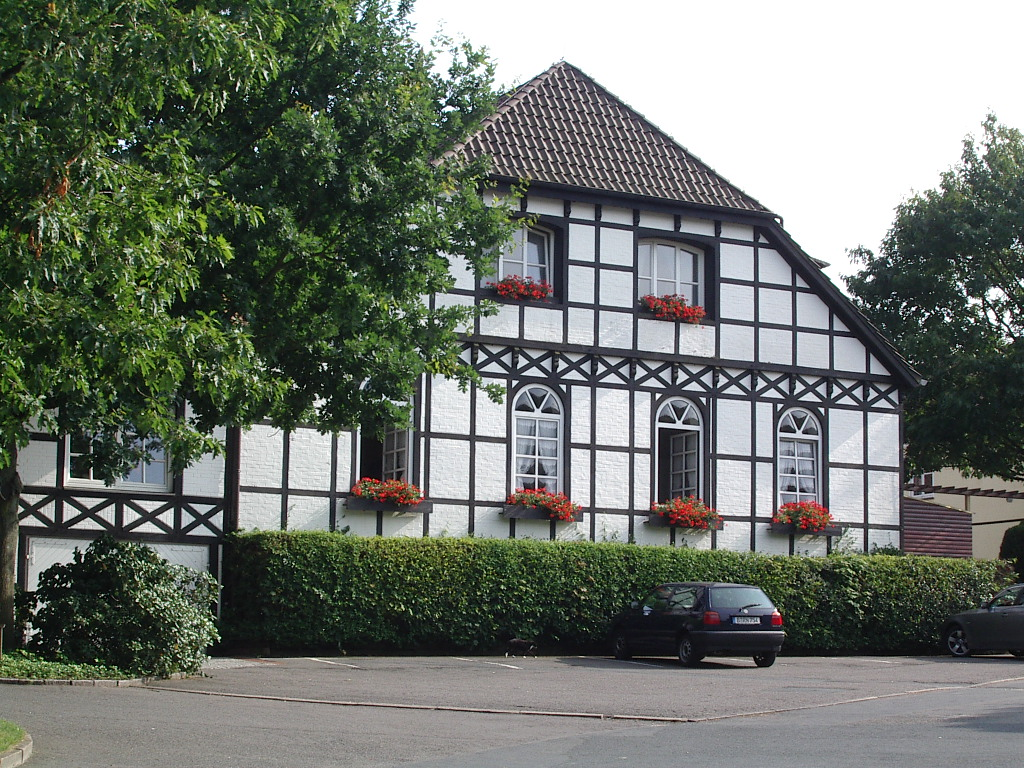
Der „Bösehof“ dient heute als Hotel

### Söhne und Töchter des Ortes
- Daniel von Stephani (1623–1707), kurbrandenburgischer Kammergerichtsrat und Lehnssekretär
- Friedrich von Pufendorf († 1852), Verwaltungsjurist
- Philippine Karoline Agnes Nanne (1835–1869), Ehefrau des preußischen Generals der Artillerie Eduard Julius Ludwig von Lewinski
- Gerd Hölscher (1936–2004), Grafiker, Zeichner und Fachvertreter für künstlerische Praxis am Oberstufenkolleg Bielefeld
- Tony Hendrik (* 1945), Musikproduzent und Komponist
- Christina von Haaren (* 1954), Landschaftsplanerin und Ökologin
- Ralf Gründer (* 1955), Entwicklungshelfer, Fotograf, Multimedia-Produzent, Kameramann, Filmemacher und Buchautor
- Reinhold J. W. Schaube (1955–2021), Hamburger Politiker (Partei Rechtsstaatlicher Offensive)
- Ralph Dohrmann (* 1963), Schriftsteller
- Sven Wojzischke (* 1962), Politiker (CDU), letzter Samtgemeindebürgermeister
- Thomas Kuberski, Politiker (CDU), Ortsbürgermeister

### Personen, die mit dem Ort in Verbindung stehen
- Diedrich Hoyer der Jüngere (1568–1623), Bremer Ratsherr und Bremer Bürgermeister, Kirchenvisitator im bremischen Amt Bederkesa (1609–1623)
- Wilhelm Dilich (1571–1650), Baumeister, Ingenieur, Holzschneider, Kupferstecher, Zeichner, Topograph und Militärschriftsteller, schuf im Werk „Urbis Bremae et praefecturarum, quas habet, Typus et Chronicon“ Ansichten u. a. von Bederkesa
- Paul Felgenhauer (1593–1677), Kontroverstheologe und Chiliast der Barockzeit, er ließ sich 1638 im stadtbremischen Amt Bederkesa als Medikus nieder und verfasste zahlreiche prophetische Schriften
- Aurora von Königsmarck (1662–1728), wohnte zeitweise in der hiesigen Burg
- Amalie Wilhelmine von Königsmarck (1663–1740), Tochter des schwedischen Generals Kurt Christoph Graf von Königsmarck aus der Familie der Königsmarcks, wohnte in Bederkesa
- Martin Matthaei (1666–1728), Propst des Kirchenkreises Bederkesa (→ Siehe unter: Johann Gottfried Misler)
- Christoph Wilhelm Chappuzeau (1776–1825), königlicher Amtmann in Bederkesa
- Heinrich Böse (1783–1867), ein durch Börsenspekulationen und als Zuckerfabrikant in Bremen reich gewordener Kaufmann, genannt „Hauptmann Böse“, da er 1813 in Bederkesa den Widerstand gegen die französischen Besatzer anführte. Eine Gedenktafel am Waldschlößchen würdigt sein Leben und bezeichnet ihn als „Vaterlands- und Menschenfreund“
- Wilhelm Wehner († 1863), Verwaltungsjurist, 1826 war er Amtsassessor in Bederkesa
- August Cammann (1814–1882), Jurist und Politiker, nach seinem Studium wurde er Amtmann in Bederkesa
- Lambert Leisewitz (1846–1909), Kaufmann und Mitglied der Bremischen Bürgerschaft, 1900 kaufte er das Gut Fickmühlen (später Gut Valenbrook genannt) in Bederkesa
- Jan Bohls (1863–1950), Zoologe, Privatgelehrter, Volkskundler und Heimatforscher, er legte im Fickmühlener Forst ein steinzeitliches Grab frei, nach ihm wurde der Jan-Bohls-Weg in Bederkesa benannt
- Ludwig Christians (1875–1940), Pädagoge und preußischer Landrat, er besuchte das Lehrerseminar in Bederkesa
- Friedrich Husmann (1877–1950), Lehrer und Heimatdichter, er kam für drei Jahre an das Seminar in Bederkesa
- Franz Schotte (1878–1934), Theologe, Hilfsprediger und dann Pastor in Bederkesa (1908–1920)
- Johann Jacob Cordes (1880–1976), Pädagoge und Heimatforscher, besuchte das Lehrerseminar in Bederkesa
- Karl Julius Witt (1885–1969), Lehrer, Politiker (DNVP/NSDAP) und Hamburger Schulsenator in der Zeit des Nationalsozialismus, besuchte das Lehrerseminar in Bederkesa
- Adolf Busemann (1887–1967), Pädagoge und Psychologe, arbeitete als Lehrer in Bederkesa
- Hermann Baumann (1889–1970), Reformpädagoge, Lehrer in Bederkesa (1932–1935)
- Heinrich Hünecke (1891–1971), Sportlehrer, Sportfunktionär und Verwaltungsbeamter, er besuchte mit 14 Jahren die Volksschullehrer-Präparandenanstalt in Bederkesa
- Otto Tetjus Tügel (1892–1973), Schriftsteller, Maler, Musiker und Kabarettist, 1939 arbeitete er in Bederkesa als Zeichenlehrer an einem Gymnasium
- Walter Zimmermann (1892–1968), Pädagoge und Bremerhavener Stadtschulrat, er besuchte das Lehrerseminar in Bederkesa
- Ernst Herrmann (1895–1970), Geowissenschaftler, Forschungsreisender und Reiseschriftsteller, Dozent für Geographie in Bederkesa (1946–1948)
- Fritz Theodor Overbeck (1898–1983), Botaniker, zählt zu den Begründern der Moorbotanik und Pollenanalyse in Mitteleuropa, er setzte sich 1958 speziell für die Erhaltung eines Teiles des Ahlenmoores bei Bederkesa ein
- Kurt Sydow (1908–1981), Musikpädagoge, Komponist, Musikwissenschaftler, Dozent und Hochschulrektor, 1948 war er Dozent für Musik und Musikerziehung an der vorübergehend eingerichteten Pädagogischen Hochschule Bederkesa
- Georg Rieper (1909–1982), Unternehmer und Erfinder des Rollax-Rollos sowie des Glasko-Prinzips, verbrachte seine Kinder- und Jugendjahre in Bederkesa
- Georg Manecke (1916–1990), Chemiker, starb in Bederkesa
- Gerhard Müller-Menckens (1917–2007), Bremer Architekt und Hochschullehrer, wirkte 1982 beim Wiederaufbau der Burg Bederkesa
- Jo Filke (1921–2001), Architekt, schuf 1981 die Kapelle St.-Benedikt in Bad Bederkesa
- Fritz Westphal (* 1921), Schriftsteller und Übersetzer, wuchs hier auf
- Christian Holsten (1922–1993), niederdeutscher Schriftsteller, wirkte auch als Vortragskünstler und Sprecher in plattdeutschen Sendungen Radio Bremens, besuchte die Oberschule in Bederkesa
- Udo von Soosten (1923–1986), Politiker (CDU) und Mitglied des Niedersächsischen Landtages, er übernahm den Vorsitz im Trinkwasserverband Wesermünde-Mitte in Bederkesa
- Hans Aust (1926–1984), Kreisarchäologe, lebte in Bederkesa und arbeitete auf Burg Bederkesa
- Gerhard Olbrich (1927–2010), Pädagoge, Maler und Bildhauer, er schuf Mathilde, die Brunnenfigur am Rathaus in Bad Bederkesa (1980)
- Heinrich Egon Hansen (1930–1996), Lehrer, Schulrat, Laienschauspieler, Heimatkundler
- Martin Döscher (1935–2019), Landwirt und Politiker (CDU), er besuchte zwischen 1953 und 1954 die Landwirtschaftsschule in Bederkesa
- Eckhard Schaefer (1936–2023), emeritierter Baptistenpastor, von 1988 bis 2000 bekleidete er als Bundesdirektor und Generalsekretär eines der höchsten Leitungsämter des Bundes Evangelisch-Freikirchlicher Gemeinden (BEFG), besuchte die Niedersächsische Heimschule Bederkesa (seit 1980: Niedersächsisches Internatsgymnasium Bad Bederkesa)
- Ernst Beplate (1939–2023), Lehrer, Ortsheimatpfleger (1980–2017/2018)
- Volker Bajus (* 1964), Politiker (Grüne), gewählter Abgeordneter im Niedersächsischen Landtag, wuchs hier auf
- Ina Müller (* 1965), Sängerin, Autorin und Moderatorin, ging hier zur Schule
- Thorsten Krüger (* 1966), Diplom-Verwaltungswirt und Politiker (SPD), 2015–2022 Bürgermeister der Stadt Geestland, seit 2023 Landrat des Landkreises Cuxhaven
- David McAllister (* 1971), ehemaliger Landesvorsitzender der CDU in Niedersachsen und von 2010 bis 2013 niedersächsischer Ministerpräsident, wohnt hier
- Lutz C. Klevemann (* 1974), Autor und Journalist, wohnt im Ortsteil Ankelohe
- Claus Seebeck (* 1974), Politiker (CDU), Abgeordneter des niedersächsischen Landtags seit 2022 und Vorsitzender des CDU-Stadtverbandes Geestland, wohnt im Nachbarort Flögeln
- Jan Hendrik Ehlers (* 1975), Jazzmusiker, wohnt hier
- Martin Brinkmann (* 1976), Autor, Kritiker und Herausgeber, besuchte das Niedersächsische Internatsgymnasium in Bad Bederkesa
- Lukas Strobel alias „Alligatoah“ (* 1989), Musiker und Produzent, besuchte das Niedersächsische Internatsgymnasium in Bad Bederkesa
- Jannik Brunke (* 1996), Musiker und Produzent, besuchte das Niedersächsische Internatsgymnasium in Bad Bederkesa
- Julian Wesch (* 1997), Politiker (SPD), Kommunalpolitiker und Vorsitzender des SPD-Ortsvereins Geestland, wohnt im Ortsteil Ankelohe